# Euophrys infausta
Euophrys infausta es una especie de araña saltarina del género Euophrys, familia Salticidae. Fue descrita científicamente por Peckham, Peckham en 1903.
Habita en el continente africano.